# Reticunassa compacta
Reticunassa compacta is een slakkensoort uit de familie van de Nassariidae. De wetenschappelijke naam van de soort werd in 1865 voor het eerst geldig gepubliceerd door Angas.